# Patrik Děrgel
Patrik Děrgel (ur. 24 lutego 1989 w Boguminie) – czeski aktor.
Ukończył Konserwatorium Janáčka w Ostrawie. Podczas nauki w konserwatorium występował w ostrawskim Teatrze Petra Bezruča oraz w teatrze w Czeskim Cieszynie. Następnie kontynuował edukację na Wydziale Teatralnym Akademii Sztuk Scenicznych w Pradze. Od sezonu 2011/2012 występował w Teatrze Švandy (Švandovo divadlo) na Smíchowie, a następnie dołączył do zespołu Teatru Narodowego w Pradze.
Zagrał także w filmie DonT Stop (2012) w reżyserii Richardy Řeřichy. W trylogii Gorejący krzew (reż. Agnieszka Holland) wcielił się w postać Pavla Jandy.
Jest wokalistą i gitarzystą zespołu muzycznego EMA.
Otrzymał nagrodę Alfréda Radoka (Cena Alfréda Radoka) w kategorii Talent roku (za rok 2013).